# Hans-Werner Moors
Hans Werner Moors (* 24. Juli 1950 in Düsseldorf) ist ein ehemaliger deutscher Fußballspieler und heute als Fußballtrainer tätig.

## Werdegang
Im Profifußball war er unter anderem in der 2. Bundesliga für Preußen Münster (mit Benno Möhlmann) und Arminia Bielefeld am Ball. Dort war er Mannschaftskapitän und feierte mit der Arminia zweimal (1978 und 1980) die Zweitliga-Meisterschaft und den Aufstieg in die erste Bundesliga. 1980 wechselte er wie viele andere ehemalige Bundesligaspieler in die US-amerikanische Fußballliga NASL, wo er zehn Spiele für Houston Hurricane absolvierte.
Hans Werner Moors bestritt insgesamt 34 Bundesligaspiele und erzielte dabei ein Tor. In 154 Zweitligaeinsätzen kam er auf 18 Treffer. Nach dem Ende seiner Karriere gestand er die Einnahme von Captagon während seiner Zeit bei Preußen Münster.

## Spielerkarriere
- 1958–1969 TuRU Düsseldorf
- 1969–1972 VfR Neuss
- 1972–1976 Preußen Münster
- 1976–1980 Arminia Bielefeld
- 1980–1981 Houston Hurricane (USA)
- 1981–1985 ASC Schöppingen (Spielertrainer)

(Quelle: Arminia-Museum.de)

## Trainerkarriere
Seine Trainerlaufbahn führte Moors über zahlreiche Stationen wie ASC Schöppingen, Rot-Weiss Essen, FC Gütersloh, VfL Osnabrück, KSV Hessen Kassel, Holstein Kiel oder SV Wilhelmshaven insgesamt viermal zu Preußen Münster. Dort war er zuletzt zur Rückrunde der Saison 2005/06 tätig, konnte den Traditionsverein jedoch nicht mehr vor dem Abstieg bewahren. Seit Oktober 2008 trainierte Hans-Werner Moors den NRW-Ligisten Hammer SpVg, der zu diesem Zeitpunkt Tabellenletzter war. Moors erreichte mit dem Verein noch knapp den Klassenerhalt. In der darauffolgenden Saison wurde er am 22. April 2010 aufgrund sportlichen Misserfolgs beurlaubt.